# بورغي
بورغي (بالإيطالية: Borghi)‏ هي بلدية في مقاطعة فورلي تشيزينا في إقليم إميليا رومانيا الإيطالي.

## السكان
في سنة 1861 بلغ عدد السكان 2٬043 نسمة، وتطور العدد ليصل في سنة 2019 لـ 2٬884 نسمة.
يظهر هذا المخطط البياني تطور النمو السكاني لـ بورغي